# West Grant (Dakota del Norte)
West Grant es un territorio no organizado (en inglés, unorganized territory, UT) del condado de Grant, Dakota del Norte, Estados Unidos. Según el censo de 2020, tiene una población de 396 habitantes.

## Geografía
El territorio está ubicado en las coordenadas 46°33′4″N 101°58′28″O / 46.55111, -101.97444 (46.55104, -101.974363). Según la Oficina del Censo de los Estados Unidos, tiene una superficie total de 1342.21 km², de la cual 1326.15 km² corresponden a tierra firme y 16.06 km² son agua.

## Demografía
Según el censo de 2020, hay 396 personas residiendo en el territorio. La densidad de población es de 0.30 hab./km². El 96.97% de los habitantes son blancos, el 0.76% son amerindios, el 0.76% son asiáticos y el 1.52% son de una mezcla de razas. Del total de la población, el 0.76% son hispanos o latinos de cualquier raza.